# Biebersteiniaceae
Biebersteiniaceae là danh pháp khoa học cho một họ trong thực vật có hoa. Họ này là một họ nhỏ, chỉ có 1 chi (Biebersteinia) với khoảng 5 loài cây thân thảo sống lâu năm trong khu vực từ Hy Lạp tới Trung Á.
Các lá của chúng là kép lông chim lẻ và các lá kèm có cuống lá. Cụm hoa mọc thẳng đứng dạng chùm, các hoa lớn. Quả chứa một hạt trên một lá noãn và cuống không rụng. Một vài loài có mùi hôi. Tên gọi trong tiếng Trung cho loài Biebersteinia heterostemon là 熏倒牛 (huân đảo ngưu).
Trước đây người ta cho rằng nó có quan hệ với họ Mỏ hạc (Geraniaceae) của bộ Mỏ hạc (Geraniales), nhưng các dữ liệu phân tử lại đặt nó vào bộ Bồ hòn (Sapindales) (Bakker và ctv. 1998).